# François Édouard Picot

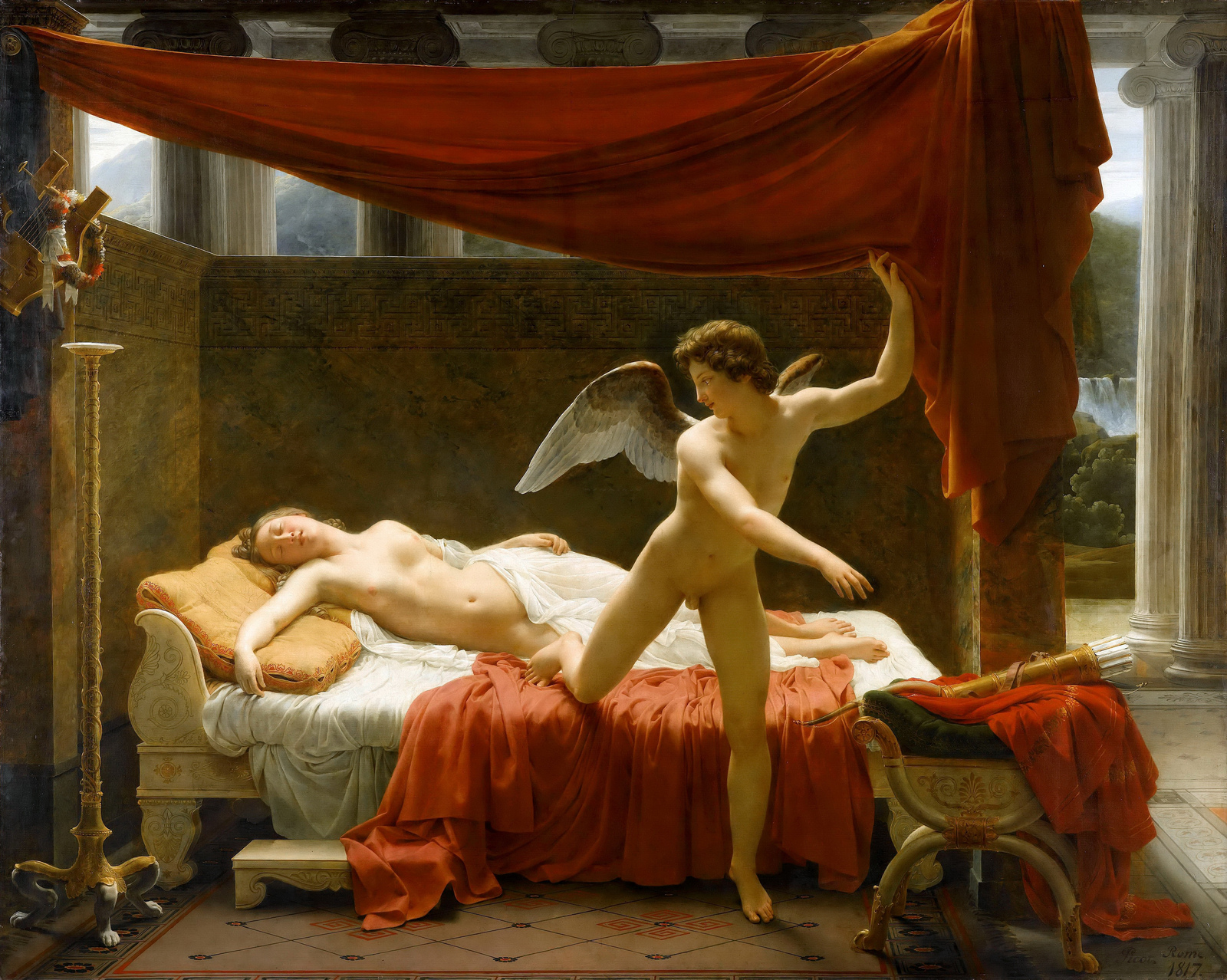
François Édouard Picot, L'Amour et Psyché (1817).

François Edouard Picot (París, 10 de octubre de 1786-París, 15 de marzo de 1868) fue un pintor francés durante la Monarquía de Julio. Pintaba sobre temas mitológicos, religiosos e históricos.

## Biografía
Nació en París. En 1813 Picot ganó la beca para pintura del Prix de Rome, y tuvo éxito en el Salón de 1819 con su pintura neoclásica L'Amour et Psyché (Louvre). 
Estudió con François-André Vincent y Jacques-Louis David.
Pintó La coronación de la Virgen en la Iglesia de Nuestra Señora de Loreto de París y consiguió importantes comisiones para la Galerie des Batailles. Expuso en el Salón de París entre 1819 y 1839. 
En 1836 fue elegido miembro de la Academia de Bellas Artes de París, y en 1832 fue distinguido con el grado de oficial de la Legión de Honor.

## Obras

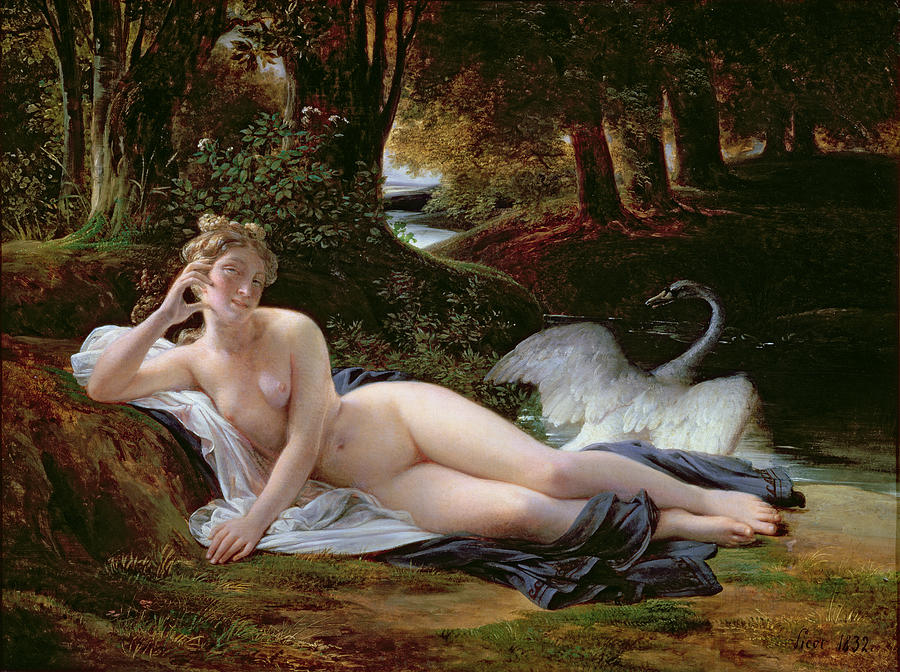
François Edouard Picot, Leda (1832).

- L'Amour et Psyché (Cupido y Psyche, 1817)
- Retrato de Adélaïde-Sophie Cléret (c.1817)
- Retrato de Nicholas-Pierre Tiolier (c. 1817)
- La Anunciación
- La muerte de Sapphira (1819) Iglesia de San Severino.
- Dos cielorrasos en el Louvre (Musée des Antiques)
- Couronnement de la Vierge [La coronación de la Virgen], iglesia de Nuestra Señora de Loreto de París)
- L'Etude et le Génie dévoilent l'antique Egypte à la Grèce (El Estudio y el Genio descubren el antiguo Egipto y Grecia, 1827)
- Cybèle protège contre le Vésuve les villes de Stabiae, Herculanum, Pompéi et Résina (Cibeles protege del Vesubio a los poblados de Stabiae, Herculano, Pompeya y Resina, 1832)
- Leda (1832)
- El sitio de Calais  (1838)
- Peste de Florencia (Museo de Grenoble)

## Discípulos
Entre sus discípulos se cuentan:
- Étienne-Prosper Berne-Bellecour[5]
- Édouard Théophile Blanchard
- William-Adolphe Bouguereau
- Alexandre Cabanel
- Charles-Alexandre Coëssin de la Fosse
- Jean-Jacques Henner
- Louis Héctor Leroux
- Émile Lévy
- Gustave Moreau
- Léon Bazile Perrault
- Jules-Émile Saintin
- Jehan Georges Vibert